# Zancleopsis symmetrica
Zancleopsis symmetrica is een hydroïdpoliep uit de familie Zancleopsidae. De poliep komt uit het geslacht Zancleopsis. Zancleopsis symmetrica werd in 1985 voor het eerst wetenschappelijk beschreven door Bouillon. 